# Nesiotites
Nesiotites ist eine ausgestorbene Spitzmausgattung. Die drei bekannten Arten dieser Gattung lebten bis vor wenigen Tausend Jahren auf den Mittelmeerinseln. 
Die Tiere dieser Gattung waren mittelgroße Spitzmäuse, die im Körperbau den Rotzahnspitzmäusen (Sorex) ähnelten. 
Es sind drei Arten bekannt:
- Nesiotites corsicanus lebte auf Korsika und starb vermutlich vor 2500 Jahren aus.
- Nesiotites hidalgo bewohnte die Balearen und verschwand vor rund 5000 Jahren.
- Nesiotites similis war auf Sardinien beheimatet, die Art starb vor rund 4000 Jahren aus.

Die Gründe für das Aussterben dieser Tiere sind nicht restlos geklärt, hängen aber vermutlich mit der Besiedlung ihrer Heimatinseln durch die Menschen zusammen. Vermutet wird zum einen, dass versehentlich andere Spitzmäuse eingeführt wurden (Vertreter der Weißzahn- und der Dickschwanzspitzmäuse leben heute auf diesen Inseln, sind dort aber erst seit der Jungsteinzeit belegt.) Zum anderen könnten auch von den Menschen mitgebrachte Haustiere wie Schafe und Ziegen den Lebensraum dieser Tiere nachhaltig zerstört haben.